# タイリクアカネ
タイリクアカネ（大陸茜）、学名 Sympetrum striolatum は、蜻蛉目トンボ科に分類されるトンボの一種。ユーラシア大陸の温帯・亜寒帯域に広く分布するトンボである。平地の池、湖など開放的な水辺で繁殖し、特に使用期間外の屋外プールに幼虫がよく見られる。成虫は夏から秋にかけて見られる。

## 形態
成虫はオスが全長41-49mm、腹長25-31mm、後翅長27-34mm、メスが全長39-49mm、腹長25-33mm、後翅長27-34mm。アカネ属の中では大型である。羽化間もない未成熟個体は全身が黄褐色で翅がほぼ橙色だが、成熟すると翅の橙色は前縁を残して薄れる。成熟したオスの腹部は赤、メスは褐色になる。
アカネ属は類似種が多く、本種は特にアキアカネ S. frequens、イソアカネ（マンシュウアカネ）S. vulgatum との区別がつけにくい。本種は比較的大型であること、前額の黒い模様が小さいこと、胸部側面の黒い模様は下部だけで細いこと、翅は前縁が橙色を帯び翅脈も赤っぽいことで区別できる。

## 分布・亜種
ユーラシア大陸の温帯域・亜寒帯域に広く分布し、ヨーロッパでは最も多いトンボの一つである。広大な分布域内で亜種も分類されており、日本産「タイリクアカネ」は亜種 S. s. imitoides Bartenef,1919 とされている。
日本国内では特異な分布を示す。西日本と北海道は周辺島嶼も含めて多く見られるが、南西諸島では屋久島のみ分布する。本州の中部から東北部にかけての分布は能登半島、三陸海岸、下北半島などに限られ、極めて局地的である。佐渡島や伊豆・小笠原諸島なども分布域から外れている。

## 生態
沿岸域の開放的な池沼、水たまり等に生息する。成虫は6月-12月に発生し、夏から秋の長期間にわたって見られる。成虫は交尾後に連結したまま、あるいはメス単独で打水産卵する。卵期間は2週間-半年と地域差があり、寒冷地では卵越冬だが、温帯域では幼虫越冬である。終齢幼虫は春に出現し、体長16-21mmで、ウスバキトンボより僅かに小さくて体色が濃く、腹部側面の棘が短い。1年1世代であり、終齢幼虫はその年のうちに羽化する。
本種は特に使用期間外の屋外プールで幼虫がよく見られる。プールで多産するのは日本産トンボ類約200種の中でも本種とコノシメトンボ S. baccha matutinum、ネキトンボ S. speciosum speciosum、ウスバキトンボ Pantala flavescens の4種で他種が出現することは少なく、この点でも特異である。環境としてのプールは、通常の池沼より水質や温度の変化は小さいものの、水深は一様で植生はほぼない。さらに使用する人間側の都合で羽化のために水面上へ登る場所がほぼないことや、掃除により全滅することが大きなリスクである。

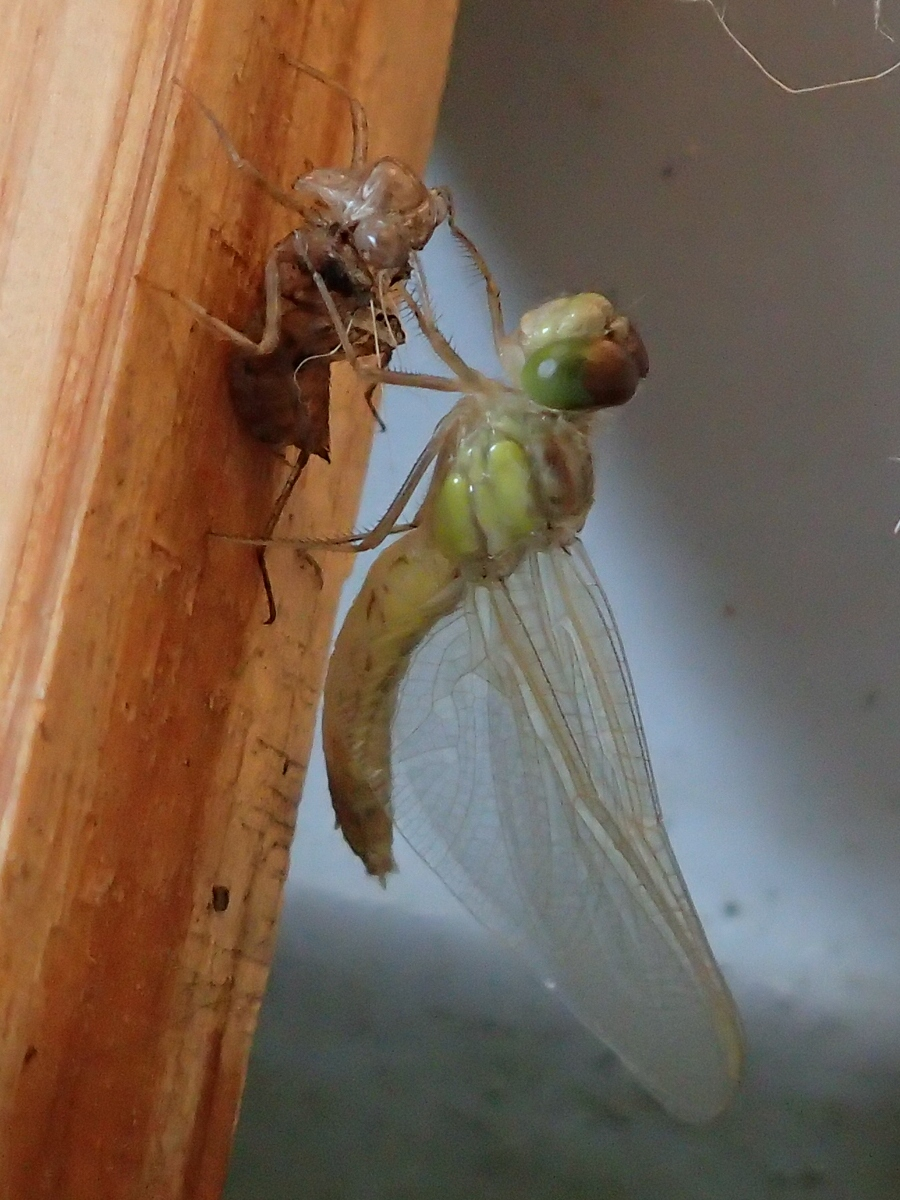
メスの羽化。翅と腹部を伸ばしている（日本）
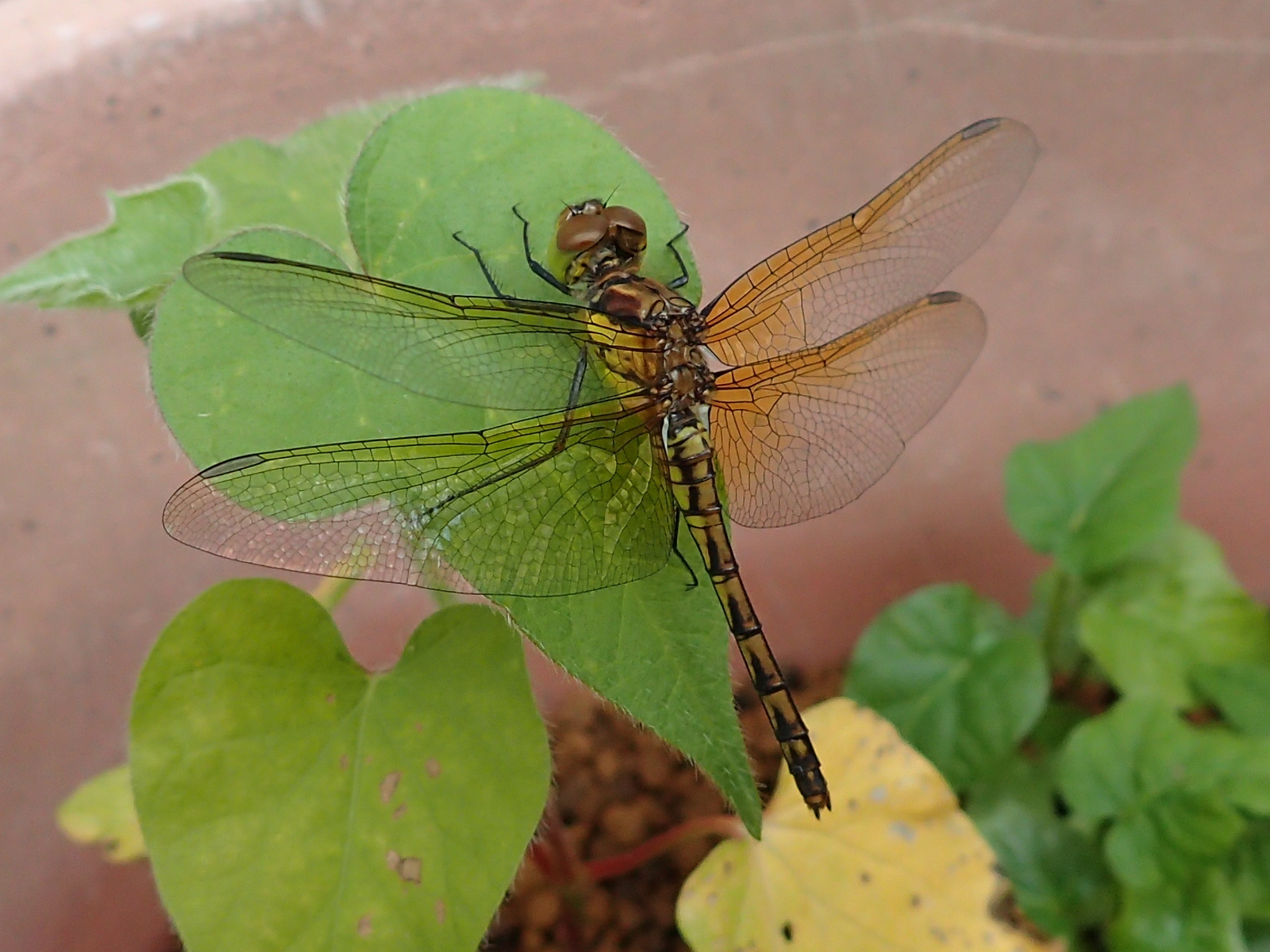
未成熟オス。翅が広く橙色で腹部は赤くない（日本）
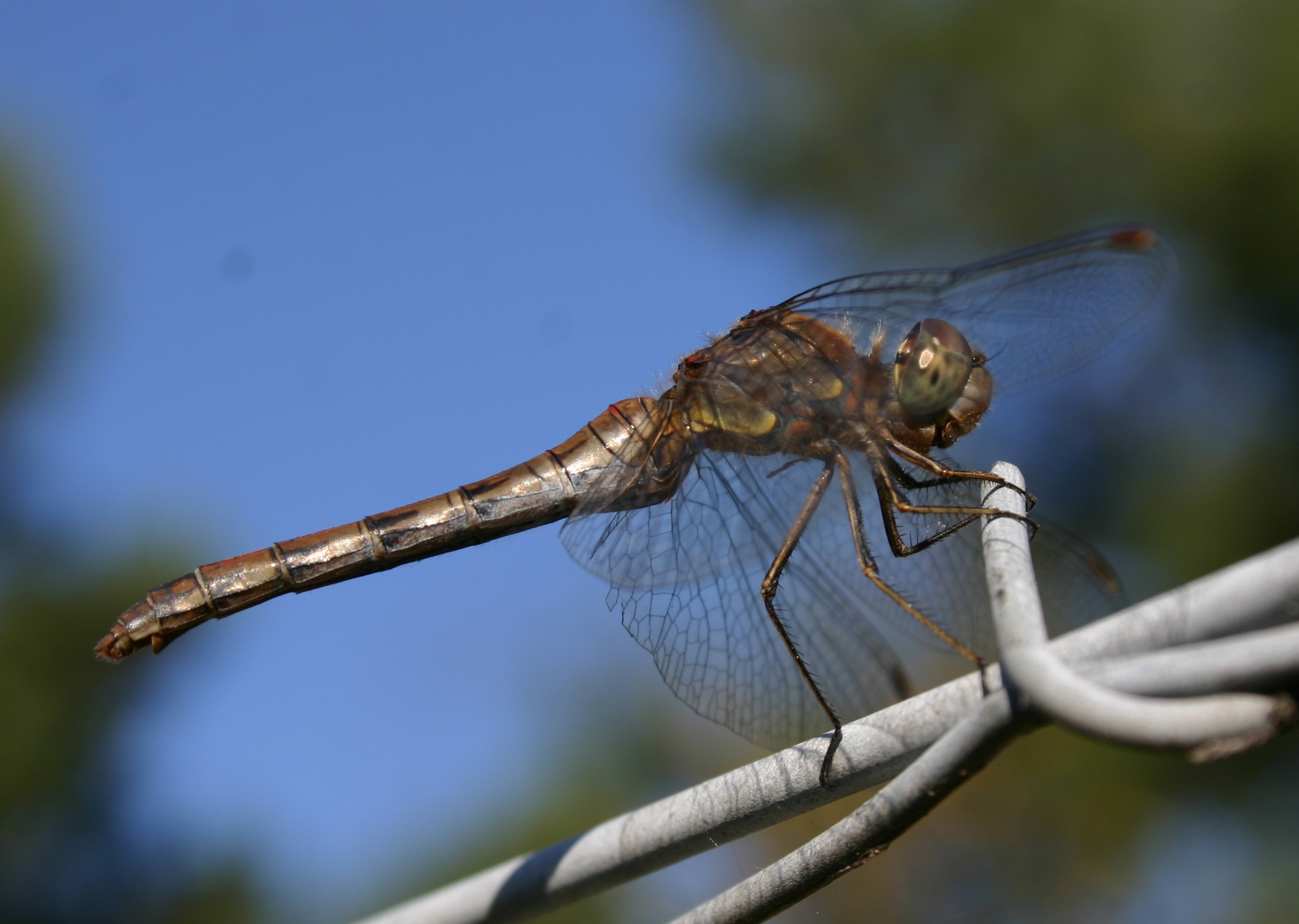
成熟メス（ドイツ）
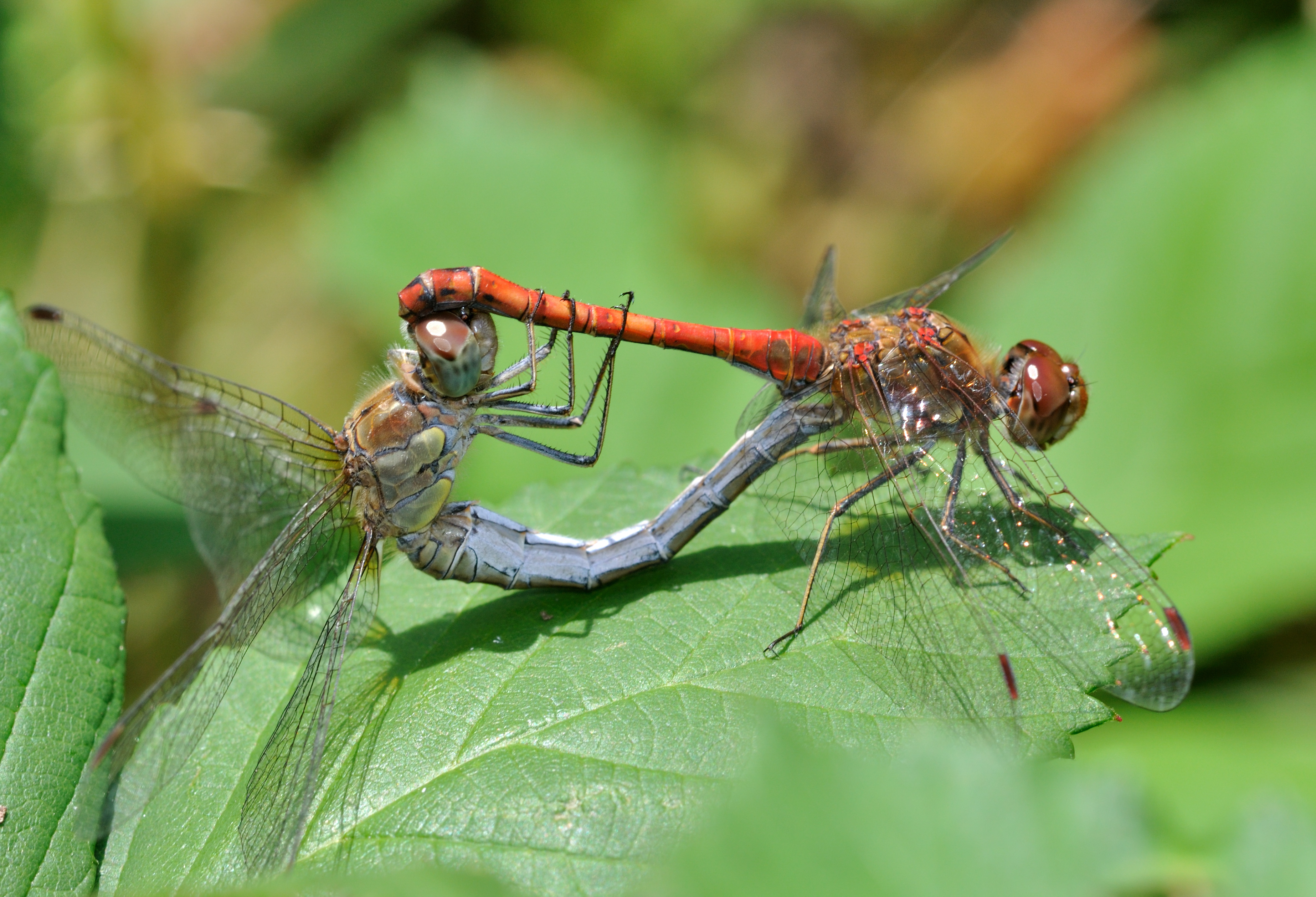
交尾（ドイツ）
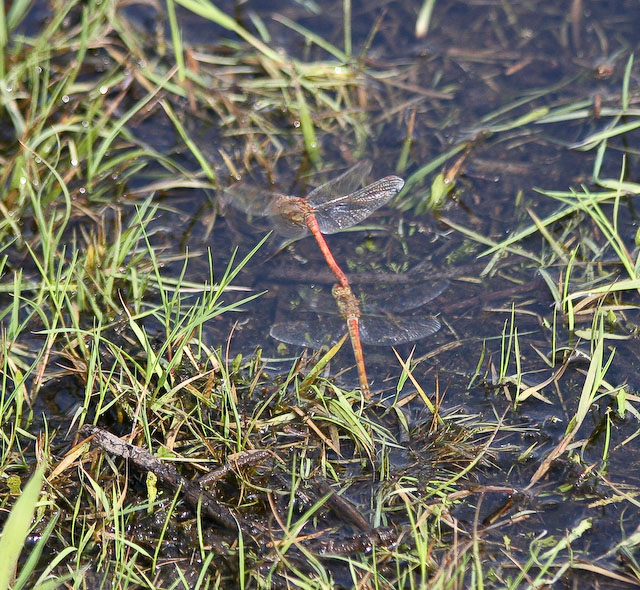
連結打水産卵（イギリス）